# Plauen
Plauen er en by i Tyskland der ligger ved floden Weiße Elster i delstaten Sachsen med omkring 70.000 indbyggere. Byen ligger nær grænsen til Bayern og Tjekkiet.

## Historie
Byen blev grundlagt af slavere i 1100-tallet og blev en del af Böhmen i 1327 og af Sachsen i 1466. I 1800-tallet blev Plauen et center for tekstilproduktion, særlig blonder. I 1912 nåede Plauen toppen hvad angår folketal med 128.000 indbyggere.
I 1930'erne fik Plauen den tvivlsomme ære af at holde det første nazimøde udenfor Bayern.
Fra 1945 var byen en del af den sovjetiske besættelseszone i Tyskland, og fra 1949 til 1990 hørte den til Østtyskland. I løbet af denne periode var der en stor sovjetisk garnison i byen og de sidste år lå der en officersskole for grænsesoldater her (Grenztruppen der DDR). Indbyggertallet i byen faldt dramatisk efter anden verdenskrig. Plauen var den første by i tidligere Øst-Tyskland som fik en McDonald's-restaurant.